# أنطون كوبالا
أنطون كوبالا هو لاعب كرة قدم سلوفاكي في مركز الوسط، ولد في 4 ديسمبر 1981 في ليفيتسا في سلوفاكيا. لعب مع نادي ترنتشين.